# Art orienté objet
Art orienté objet est un duo artistique créé en 1991 à Paris et composé de Marion Laval-Jeantet et Benoît Mangin.

## Histoire
Marion Laval-Jeantet, artiste, et Benoît Mangin, metteur en œuvre, mettent l’écologie, comprise comme la science interrogeant nos conditions d’existence, au cœur de leur démarche artistique. Depuis 1991, ils travaillent l'installation, la performance, la vidéo et la photographie « autour du thème du Vivant ». Ce qui les conduit à aborder aussi bien la biologie que les sciences du comportement (psychologie et éthologie, d'où la forte présence animalière dans leur travail), l'écologie ou l'ethnologie dans des créations poétiques et inattendues, autant politiques que visionnaires.
Leur souci écologique les porte à produire des œuvres où le caractère artisanal est revendiqué et le recyclage fréquent, leur octroyant un caractère de bricolage de haute volée. Pour eux, la notion de recyclage va jusqu'au recyclage des idées éprouvées, qu'ils ont définies comme ready-thought dès le début de leur collaboration.
Leurs travaux dans le domaine de la biotechnologie les ont rattachés au mouvement Art Bio-tech (Jens Hauser, Le Lieu unique, 2004), et ils sont souvent rangés parmi les artistes aux frontières de l'art et de la science. Mais on pourrait aussi bien les classer comme des artistes observateurs sociaux, des artistes anthropologues qui prôneraient une expérimentation des systèmes qu'ils analysent par la forme. Ainsi Marion Laval-Jeantet mène de front une pratique professionnelle de chercheur en ethnologie et en psychologie. Leur mode opératoire est de se confronter à un « terrain d'expérience » pour tirer de l'expérience vécue une vision transmissible, un « objet actif ».
Prônant un art de la « résistance » aux systèmes qui cantonnent l'artiste dans une unique fonction de concepteur d'œuvres, ils ont toujours mené des activités de recherche, d'enseignement et de militance parallèlement à leur travail artistique, ainsi qu'une activité d'organisateurs d'exposition, en particulier avec le projet de réflexion sur l'art et l'environnement Veilleurs du Monde (Worldwatchers) qui se poursuit internationalement du sud au nord depuis plus de dix ans (Bénin, Cameroun, France, Norvège…).
Ils ont gagné le prestigieux prix Ars Electronica en 2011. En 2022, le Domaine de Chamarande leur a consacré une exposition personnelle ("Art Orienté Objet - Zoosphères", du 15/10/2022 au 12/02/2023).